# Liste des sénateurs de la Gironde

## Sénateurs de la Gironde sous la IIIe République
- Louis Béhic de 1876 à 1879
- Louis Hubert-Delisle de 1876 à 1879
- Raoul Duval de 1876 à 1879
- Charles de Pelleport-Burète de 1876 à 1879
- Pierre Issartier de 1879 à 1887
- Jean Callen de 1879 à 1888
- Henri de Lur-Saluces de 1879 à 1891
- Bernard Dupouy  de 1879 à 1897
- Armand Caduc de 1885 à 1902
- André Lavertujon de 1887 à 1897
- Ludovic Trarieux de 1888 à 1904
- Louis Obissier Saint-Martin de 1897 à 1911
- Ernest Monis de 1891 à 1920
- Albert Decrais de 1903 à 1915
- Marcel Courrégelongue de 1904 à 1924
- Guillaume Chastenet de Castaing de 1912 à 1933
- Eugène Buhan de 1920 à 1933
- Louis David de 1920 à 1924
- Charles Chaumet de 1923 à 1932
- Fernand Faure de 1924 à 1929
- Armand Calmel de 1924 à 1941
- Joseph Capus de 1930 à 1941
- René Caillier de 1932 à 1941

## Sénateurs de la Gironde sous la IVe République
- René Duhourquet de 1946 à 1948
- François Leuret de 1946 à 1948
- Maxime Teyssandier de 1946 à 1948
- Robert Brettes de 1946 à 1959
- Jean Sourbet du 7 au 19 novembre 1948
- Lucien de Gracia de 1948 à 1951
- Jean Durand de 1948 à 1955
- Max Monichon de 1948 à 1959
- Georges Milh de 1951 à 1955
- Marc Pauzet de 1955 à 1959
- Georges Portmann de 1955 à 1959

## Sénateurs de laGirondesous la Ve République
- Marc Pauzet de 1959 à 1971
- Georges Portmann de 1959 à 1971
- Max Monichon de 1959 à 1977
- Raymond Brun de 1959 à 1989
- Jacques Boyer-Andrivet de 1971 à 1980, puis de 1987 à 1989
- Jean-François Pintat de 1971 à 1990
- Armand Bastit-Saint Martin de 1977 à 1980
- Marc Boeuf de 1980 à 1993
- Jacques Valade de 1980 à 1987, puis de 1989 à 2008
- Bernard Dussaut de 1989 à 2008
- Gérard César de 1990 à 2017
- Xavier Pintat de 1998 à 2017
- Alain Anziani de 2008 à 2017
- Marie-Hélène des Esgaulx de 2008 à 2017
- Philippe Madrelle de 1980 à 2019
- Françoise Cartron de 2008 à 2020

### Mandat 2020-2026
|  | Groupe élu | Élu en 2020        | 1er mandat |  | Groupe actuel | Sénateur actuel    |
|  | ---------- | ------------------ | ---------- |  | ------------- | ------------------ |
|  | SOC        | Laurence Harribey  | 2017       |  | SER           | Laurence Harribey  |
|  | SOC        | Hervé Gillé        | 2019       |  | SER           | Hervé Gillé        |
|  | RDSE       | Nathalie Delattre  | 2017       |  | RDSE          | Nathalie Delattre  |
|  | UC         | Alain Cazabonne    | 2017       |  | UC            | Alain Cazabonne    |
|  | EST        | Monique de Marco   | 2020       |  | EST           | Monique de Marco   |
|  | LR         | Florence Lassarade | 2017       |  | LR            | Florence Lassarade |